# Jonathan Urretaviscaya
Jonathan Matías Urretaviscaya da Luz (ur. 19 marca 1990 w Montevideo) – urugwajski piłkarz pochodzenia hiszpańskiego występujący na pozycji lewego skrzydłowego, obecnie zawodnik meksykańskiej Pachuki.

## Kariera klubowa
Urretaviscaya pochodzi z rodziny o baskijskich korzeniach (posiada dzięki temu hiszpańskie obywatelstwo), urodził się i wychowywał w stołecznym Montevideo. Jako pięciolatek rozpoczął treningi w tamtejszym zespole River Plate Montevideo, którego pracownikiem był jego ojciec. Do seniorskiej drużyny został włączony w wieku siedemnastu lat przez szkoleniowca Juana Ramóna Carrasco i w urugwajskiej Primera División zadebiutował 16 lutego 2008 w wygranym 2:0 spotkaniu z Liverpoolem, w którym strzelił także swojego premierowego gola w lidze. Szybko okazał się rewelacją rozgrywek, mimo młodego wieku tworząc skuteczny tercet ofensywny z Henrym Giménezem i Sergio Souzą, zaś jego drużyna zajęła pierwsze miejsce w tabeli wiosennej fazy Clausura. W pierwszym zespole River występował przez zaledwie pół roku.
Latem 2008 Urretaviscaya za sumę 1,25 miliona euro przeniósł się do portugalskiego SL Benfica z Lizbony, w tamtejszej Primeira Liga debiutując 24 sierpnia 2008 w zremisowanej 1:1 konfrontacji z Rio Ave FC. Pierwszą bramkę zdobył natomiast 17 maja 2009 w wygranym 3:1 meczu ze Sportingiem Braga, a już w swoim debiutanckim sezonie – 2008/2009 – zdobył z Benficą puchar ligi portugalskiej – Taça da Liga. Pełnił jednak wyłącznie rolę głębokiego rezerwowego wobec konkurencji o miejsce na skrzydle ze strony graczy takich jak José Antonio Reyes czy Ángel Di María. W styczniu 2010, wobec sporadycznych występów, na zasadzie wypożyczenia powrócił do ojczyzny, zasilając krajowego giganta – stołeczny CA Peñarol. Tam w sezonie 2009/2010 jako kluczowy zawodnik ekipy prowadzonej przez Diego Aguirre wywalczył pierwszy w karierze tytuł mistrza Urugwaju.
W lipcu 2010 Urretaviscaya udał się na roczne wypożyczenie do hiszpańskiego Deportivo La Coruña, w którego barwach 29 sierpnia 2010 w zremisowanym 0:0 pojedynku z Realem Saragossa zadebiutował w tamtejszej Primera División. Nie potrafił sobie jednak wywalczyć miejsca w wyjściowym składzie, wobec czego już po sześciu miesiącach jego umowa została skrócona, zaś on sam, na zasadzie półrocznego wypożyczenia, po raz kolejny został zawodnikiem CA Peñarol. W 2011 roku dotarł z nim do finału najbardziej prestiżowych rozgrywek Ameryki Południowej – Copa Libertadores. Bezpośrednio po tym został wypożyczony po raz kolejny, tym razem do klubu Vitória SC z siedzibą w Guimarães, gdzie spędził rok bez większych sukcesów, z powodu trapiących go kontuzji nieregularnie pojawiając się na boiskach. Po powrocie do Benfiki był członkiem odnoszącej sukcesy drużyny, która pod wodzą Jorge Jesusa w sezonie 2012/2013 zdobyła wicemistrzostwo Portugalii, dotarła do finału krajowego pucharu – Taça de Portugal oraz Ligi Europy UEFA, lecz on sam zanotował we wszystkich rozgrywkach zaledwie siedem występów.
Latem 2013 Urretaviscaya, nie mając perspektyw na grę w pierwszym zespole, został przesunięty do drugoligowych rezerw Benfiki, w których występował przez kolejny rok. Po zakończeniu rozgrywek rozwiązał swój kontrakt z klubem i jako wolny zawodnik podpisał umowę z niżej notowanym FC Paços de Ferreira, gdzie grał przez sześć miesięcy jako kluczowy piłkarz formacji ofensywnej. W styczniu 2015 po raz trzeci w karierze został wypożyczony do CA Peñarol, z którym jako czołowy gracz ligi urugwajskiej, w sezonie 2014/2015 zdobył wicemistrzostwo kraju. Bezpośrednio po tym przeszedł do meksykańskiej ekipy CF Pachuca; w tamtejszej Liga MX zadebiutował 25 lipca 2015 w wygranym 2:1 spotkaniu z Tijuaną, zdobywając wówczas pierwszego gola w nowym klubie. W wiosennym sezonie Clausura 2016 jako kluczowy zawodnik wywalczył z drużyną prowadzoną przez Diego Alonso tytuł mistrza Meksyku, będąc jej kluczowym graczem. W tym samym roku zajął także drugie miejsce w krajowym superpucharze – Campeón de Campeones.

## Kariera reprezentacyjna
W październiku 2005 Urretaviscaya, wraz z reprezentacją Urugwaju U-15, wziął udział w Mistrzostwach Ameryki Południowej U-15. Rozegrał wówczas dwa z czterech możliwych meczów. Na turnieju rozgrywanym w Boliwii podopieczni Ángela Castelnoble zanotowali bilans zwycięstwa, remisu i dwóch porażek, przez co zajęli dopiero czwarte miejsce w swojej grupie i nie awansowali do rundy finałowej.
W marcu 2007 Urretaviscaya został powołany przez szkoleniowca Ronalda Marcenaro do reprezentacji Urugwaju U-17 na Mistrzostwa Ameryki Południowej U-17. Na ekwadorskich boiskach miał pewne miejsce w składzie swojej drużyny i rozegrał wszystkie cztery spotkania w wyjściowym składzie, dwukrotnie wpisując się na listę strzelców – w meczach z Wenezuelą (4:1) i Paragwajem (2:2). Urugwajczycy spisali się natomiast poniżej oczekiwań, z bilansem zwycięstwa, remisu i dwóch porażek zajmując czwarte miejsce w grupie w pierwszej rundzie, wobec czego nie zakwalifikowali się na Mistrzostwa Świata U-17 w Korei Płd.
W styczniu 2009 Urretaviscaya znalazł się w ogłoszonym przez Diego Aguirre składzie reprezentacji Urugwaju U-20 na Mistrzostwa Ameryki Południowej U-20. Tam pełnił rolę podstawowego gracza kadry; wystąpił w ośmiu z dziewięciu możliwych meczów, z czego w sześciu w wyjściowym składzie i zdobył po bramce w konfrontacjach z rundy finałowej z Argentyną (2:1) i Paragwajem (2:2). Wraz ze swoim zespołem zajął wówczas trzecie miejsce w turnieju. Siedem miesięcy później wziął udział w Mistrzostwach Świata U-20 w Egipcie, podczas których rozegrał trzy z czterech spotkań i wpisał się na listę strzelców w fazie grupowej z Uzbekistanem (3:0) oraz 1/8 finału z Brazylią (1:3), po którym urugwajska reprezentacja odpadła z młodzieżowego mundialu.
W lipcu 2012 Urretaviscaya został powołany przez selekcjonera Óscara Tabáreza do reprezentacji Urugwaju U-23 na Igrzyska Olimpijskie w Londynie. Tam zanotował jednak tylko dwa występy, obydwa w roli rezerwowego i ani razu nie wpisał się na listę strzelców, a Urugwajczycy odpadli z męskiego turnieju piłkarskiego już w fazie grupowej, zajmując w niej trzecie miejsce z bilansem zwycięstwa i dwóch porażek.

## Statystyki kariery
| River Plate | 2007–2008  | Urugwaj    | Primera División | 14  | 8  | —  | —   | —             | —  | —  | 14  | 8  |
| SL Benfica  | 2008–2009  | Portugalia | Primeira Liga    | 10  | 1  | 1  | 0   | LE            | 5  | 0  | 16  | 1  |
| SL Benfica  | 2009–2010  | Portugalia | Primeira Liga    | 1   | 0  | 1  | 0   | —             | —  | —  | 2   | 0  |
| Peñarol     | 2009–2010  | Urugwaj    | Primera División | 17  | 4  | —  | —   | —             | —  | —  | 17  | 4  |
| Deportivo   | 2010–2011  | Hiszpania  | Primera División | 6   | 0  | —  | —   | —             | —  | —  | 6   | 0  |
| Peñarol     | 2010–2011  | Urugwaj    | Primera División | 8   | 3  | —  | —   | CL            | 6  | 0  | 14  | 3  |
| Vitória SC  | 2011–2012  | Portugalia | Primeira Liga    | 13  | 2  | 1  | 0   | —             | —  | —  | 13  | 2  |
| SL Benfica  | 2012–2013  | Portugalia | Primeira Liga    | 4   | 0  | 2  | 0   | LE            | 2  | 0  | 8   | 0  |
| Benfica B   | 2013–2014  | Portugalia | Segunda Liga     | 23  | 2  | —  | —   | —             | —  | —  | 23  | 2  |
| Paços       | 2014–2015  | Portugalia | Primeira Liga    | 14  | 5  | 2  | 1   | —             | —  | —  | 16  | 6  |
| Peñarol     | 2014–2015  | Urugwaj    | Primera División | 14  | 7  | —  | —   | —             | —  | —  | 14  | 7  |
| Pachuca     | 2015–2016  | Meksyk     | Liga MX          | 29  | 5  | 7  | 2   | —             | —  | —  | 36  | 7  |
| Pachuca     | 2016–2017  | Meksyk     | Liga MX          | 0   | 0  | 0  | 0   | LMC           | 0  | 0  | 0   | 0  |
| Ogółem      |            |            |                  |     |    |    |     |               |    |    |     |    |
| Urugwaj     | Urugwaj    | Urugwaj    | 53               | 22  | —  | —  | CL  | 6             | 0  | 59 | 22  |    |
| Portugalia  | Portugalia | Portugalia | 65               | 10  | 7  | 1  | LE  | 7             | 0  | 79 | 11  |    |
| Hiszpania   | Hiszpania  | Hiszpania  | 6                | 0   | —  | —  | —   | —             | —  | 6  | 0   |    |
| Meksyk      | Meksyk     | Meksyk     | 29               | 5   | 7  | 2  | LMC | 0             | 0  | 36 | 7   |    |
| Ogółem      | Ogółem     | Ogółem     | Ogółem           | 153 | 37 | 14 | 3   | LE + CL + LMC | 13 | 0  | 180 | 40 |

Legenda:
- LE – Liga Europy UEFA
- CL – Copa Libertadores
- LMC – Liga Mistrzów CONCACAF